# Monchel-Notre-Dame
Monchel of Monchel-Notre-Dame is een gehucht in de Franse gemeente Berles-Monchel in het departement Pas-de-Calais. Het ligt een halve kilometer ten oosten van het dorpscentrum van Berles, aan de Skarpe Monchel ligt op de grens met buurgemeente Savy-Berlette, halverwege tussen Berles en het gehucht Berlette.

## Geschiedenis
Oude vermeldingen dateren uit de 12de eeuw als Muncellum en Muncel.
Op het eind van het ancien régime werd Monchel-notre-Dame in de gemeente Berles-Monchel ondergebracht.

## Verkeer en vervoer
Langs Monchel loopt de grote weg tussen Saint-Pol-sur-Ternoise en Arras.